# Мис Отмар
Мис Отмар (Miss Othmar) е образ, който само се споменава, от поредицата карикатури Peanuts на Чарлс М. Шулц. Тя е учителката на Лайнъс ван Пелт. Спомената за първи път е в късните години на 1950-те, малко след като Лайнъс е изобразен в училище. Почти веднага момчето хлътва по нея и това продължава дългогодишно.
В дълъг период Лайнъс забравя да донесе яйчени черупки за училищен проект; малко след това Мис Отмар напуска работата си, за да се омъжи, а Лайнъс ѝ дава яйчени черупки като сватбен подарък.
Няколко години по-късно Мис Отмар се връща на училище, за да преподава. Въпреки че се предполага, че е омъжена, използва моминското си име на работата си. Както казва Лайнъс „В истинския живот тя е Мис Отмар!“.
В края на 1960-те Мис Отмар участва в стачка на учителите. Изморена заради неколкодневен стачен пост, тя пада на колене. Лайнъс се втурва към нея и вдига постерът ѝ. На следващия ден тя е уволнена. Нейната заместителка, Мис Халверсън (Miss Halverson) среща съпротива от страна на Лайнъс, който си остава лоялен на Мис Отмар. Последната в по-късен етап се завръща на работа отново.
В анимационните серии Мис Отмар е озвучена от тромбон, така както са и всички възрастни- с познатия „уа-уа-уа“ наподобяващ звук. В епизод от The Charlie Brown and Snoopy Show нейната ръка и червеният ѝ ръкав могат да се видят, когато подава лист хартия на Сали Браун. Освен този случай, зрителите са я виждали в гръб в анимционната версия на Snoopy!!!- The Musical.
Погрешно се счита, че Мис Отмар е учителката на Чарли Браун. Всъщност учителката на Чарли Браун е г-жа Донован, която е спомената само веднъж в средата на 1960-те.